# Omans damlandslag i volleyboll
Omans damlandslag i volleyboll representerar Oman i volleyboll på damsidan. Laget kom nia i WAVA-mästerskapen 2022.